# F-15
Вижте пояснителната страница за други значения на Орел.
F-15 Eagle (Орел) е американски високоманеврен реактивен изтребител за завоюване на въздушно превъзходство. Създаден е от Макдонел Дъглас по поръчка на военновъздушните сили на САЩ в началото на 70-те години. Първият полет е през юли 1972 година, а през 1974 постъпва на въоръжение. Освен за ВВС на САЩ, F-15 е изнасян и за Израел, Япония и Саудитска Арабия. През 1997 г. Макдонел Дъглас се слива с Боинг, който е официалният производител към 2011 година. Самолетът става основа за създаването и на ударен вариант F-15E Strike Eagle. Производствената програма се очаква да завърши през 2019 г. Вариантите F-15C/D се очаква да са в експлоатация в американските ВВС до 2025 година, когато някои от самолетите ще имат зад гърба си по 35 години служба.

## Разработване
Globalsecurity.org.

В началото на 1960 г. ВВС на САЩ стартират програма за проучване, известна като Fighter Experimental (FX). Към 1967 г. военновъздушните сили започват разработването на нов изтребител с високи възможности за водене на въздушен бой, който да бъде гъвкав и способен да завоюва въздушно превъзходство. Новият дизайн е трябвало да бъде оптимизиран за водене на бойни действия срещу всяка настояща и очаквана съветска заплаха. F-15 е първият изтребител след F-86 Sabre, създаден за водене на въздушен бой по искане на ВВС. Опитът по време на конфликта във Виетнам показва, че F-4 Phantom II е с по-лоши маневрени характеристики от тези на Съветския МиГ-21. В отговор на тази констатация, ВВС на САЩ разработват набор от изисквания за специален изтребител за въздушно превъзходство с маневрени възможности по-големи от съществуващите или очаквани бъдещи-изтребители. Една от основните заплахи по това време е съветския МиГ-25. Допълнителен фактор, който повлиява значително на изискванията по програмата FX са опити за прехващане на МиГ-25 от израелски изтребители F-4 Phantom II над близкия изток, при което се установява, че това не е възможно. Установява се също така, че информацията от разузнаването, че този самолет е предвиден за водене на високо маневрен въздушен бой и завоюване на превъзходство във въздуха е погрешна. МиГ-25 е тежък прехващач и първообраз на F-15 способен да развива много високи скорости, над 3-пъти звуковата бариера, което е значително над възможностите на всички налични американски изтребители по това време. Използвайки уроците научени от Виетнам, ВВС си поставя задача да развие и придобие самолет специализиран само за завоюване на превъзходство във въздуха. Такъв изтребител се оказва крайно необходими, тъй като подобен не е приеман на въоръжение от времето на F-86 Sabre. В продължение на 20 години постъпващите самолети изпълняват задачи въздух-въздух само като малка част от цялостната си мисия, като например F-4 Phantom предимно за въздух-земя и F-102, F-104, F-106 като чисти прехващачи. В резултат на проучването FX, изискванията към новия изтребител съчетават много висока маневреност и последната дума на техниката при авиониката и въоръжението.
McDonnell Douglas, North American Rockwell и Fairchild-Republic представят предложения в конкурса за дизайн. Много от основните характеристики на дизайна на изтребителя са повлияни от развойния център на NASA в Langley. През 1967 г. Langley разпространява резултатите от вътрешни проучвания на изтребителна конфигурация, известна като LFAX-8, която включва няколко функции, които по-късно ще се видят при F-15. Представени са общо четири концепции на прототипи, които са проучвани в детайли: LFAX-4 – самолет с променлива геометрия на крилото, LFAX-8 – вариант на LFAX-4, но с фиксирано крило, LFAX-9 – вариант при който двигателите са монтирани под крилете на самолета и LFAX-10 – вариант, който е близък като дизайн до МиГ-25. Дизайнът на LFAX-8 привлича вниманието на McDonnell Douglas, които правят малки доработки заради изискването за висока маневреност при дозвукови скорости, което е било приоритет. Така на 23 декември 1969 г. McDonnell Douglas печелят конкурса за разработване на F-15. През февруари 1970 г. Pratt&Whitney са избрани за производител на бъдещия двигателя на F-15. Година по-късно ВВС одобряват F100 за двигател на самолета. На 27 юли 1972 г. полита първият прототип на F-15А, а година по-късно полита и двуместният F-15B. През септември 1974 г. са доставени първите два серийни самолета в авиобаза Luke, Аризона.

### Развитие
Създаването на подобрен вариант на F-15A започва още с предаването на първите модели на ВВС. Така през 1979 г. се появява подобрената версия F-15C, която включва доработена авионика, увеличен вътрешен горивен запас, възможност за носене на 2 бр. конформни резервоара, долепени от външната странична част на въздухозаборниците, по-голяма разрешена маса при излитане, впоследствие – по-мощни двигатели и възможност за използване на ракета AIM-120. Външно, A и C вариантите са почти идентични, което прави разпознаването им трудно. Един от възможните начини е по серийния номер на самолета. Всички F-15A имат серийни номера, изобразени на вертикалните стабилизатори на опашката, започващи със 73 до 77, докато на F-15C започват със 78 до 86. Двуместната подобрена версия приема означението F-15D.

## Бойно използване
Самолетът получава бойното си кръщение в небето над Близкия изток. Израелските ВВС получават първите си F-15 през 1976 г. През 1979 г. по време на патрул по северната граница на Израел, пилотът Моше Маром-Мелник сваля вражески самолет. В периода 1979 – 82 г. F-15 участват в операции над Ливан. По време на бойните действия израелските изтребители многократно влизат в масови въздушни боеве срещу сирийски МиГ-21, МиГ-23 и дори МиГ-25. Данните, които се изнасят от двете воюващи страни за точния брой свалени самолети са противоречиви. Няма обаче официална, потвърдена информация за свален F-15 във въздушен бой. Крайният резултат при срещи на изтребители МиГ и F-15 над Близкия изток, са завършвали с победа на втория. През 1986 г. саудитските ВВС свалят два ирански F-4 Phantom II. По време на Войната в залива през 1991 г. саудитските F-15 свалят два иракски Mirage F-1.
Според ВВС на САЩ, техните F-15C имат 34 потвърдени победи над иракски самолети по време на Войната в Залива през 1991, главно с използването на ракети въздух-въздух. Това са пет МиГ-29, два МиГ-25, осем МиГ-23, два МиГ-21, два Су-25, четири Су-22, един Су-7, шест Mirage F1, един Ил-76 товарен самолет, един Pilatus PC-9 и два хеликоптера Ми-8. Тъй като въздушно превъзходство на практика е постигнато в първите три дни на конфликта, много от иракските самолети прелитат в Иран, вместо да опитват противопоставяне срещу американците.
F-15C на Американските ВВС свалят четири югославски МиГ-29 с ракети AIM-120 по време на интервенцията на НАТО през 1999 г. в Косово.

## Дизайн
F-15 се отличава с подчертано аеродинамичната си форма, ниското относително натоварване на крилете и високото съотношение тяга-тегло. Тези характеристики позволяват на изтребителя да маневрира и прави остри завои без да губи скорост. Авиониката включва индикатор за пряка видимост, системи за инерционна навигация, комуникационно оборудване на ултрависоки честоти, дигитален навигационен компютър, система за идентификация „приятел-враг“, пулс-доплеров радар с обхват до 220 км, комплект от ЕПМ и други.

## Модификации
- F-15A

Едноместен вариант за въздушно превъзходство, 365 конструирани.
- F-15B

Двуместен учебно-тренировъчен вариант, 59 конструирани.
- F-15C

Подобрен едноместен вариант за въздушно превъзходство, 408 конструирани.
- F-15D

Подобрен двуместен учебно-тренировъчен вариант, 62 конструирани.
- F-15J

Едноместен вариант за Японските военновъздушни сили, строен по лиценз в Япония от Мицубиши.
- F-15DJ

Двуместен учебно-тренировъчен вариант за Японските военновъздушни сили, строен по лиценз в Япония от Мицубиши.
- F-15N Сий Ийгъл

Подобрен вариант, предназначен за разполагане на самолетоносач, с подобрено въоръжение, колесник и други.

### F-15E
- F-15E Страйк Ийгъл

Подобрен двуместен вариант с голям обсег и способност за наземни атаки.
- F-15F Страйк Ийгъл

Предложен едноместен вариант на F-15Е.
- F-15H Страйк Ийгъл

Износен вариант на F-15E за гръцките ВВС, неосъществен.
- F-15I Раам

Усъвършенстван вариант на F-15E за израелските ВВС.
- F-15K Слам Ийгъл

Усъвършенстван вариант на F-15E за южнокорейските ВВС.
- F-15S Страйк Ийгъл

Износен вариант на F-15E за саудитските ВВС.
- F-15SG Страйк Ийгъл

Усъвършенстван вариант на F-15E за сингапурските ВВС.

## Оператори
- Израел – 84
- САЩ – 708
- Япония – 178
- Саудитска Арабия – 74
- Южна Корея – 32

## Основни характеристики (F-15C)[10]
- Екипаж: 1
- Дължина: 19,43 метра
- Размах на крилете: 13,05 метра
- Височина: 5,63 метра
- Площ на крилете: 56,5 кв. метра
- Тегло – празен: 12 700 килограма
- Тегло – пълен: 20 200 килограма
- Максимално летателно тегло: 30 845 килограма
- Двигател: 2х Pratt & Whitney F100-100,-220 или -229, с тяга 77,62 kN всеки

### Технически характеристики
- Максимална скорост на голяма височина: +2,5 Мах (2650 км/ч)
- Максимална скорост на малка височина: 1,2 Мах (1450 км/ч)
- Максимална дължина на полета без презареждане: 1967 километра (5745 км с доп. резервоари)
- Таван на полета: 20 000 метра
- Скороподемност: 254 м/сек.
- Относително натоварване на крилото: 358 кг/кв. м
- Съотношение тяга/тегло: 1,12 (-220); 1,30 (-229)

### Въоръжение
- едно 20-милиметрово оръдие M61A1 с боезапас от 940 патрона;
- осем гнезда (4 – криле; 4 – фюзелаж), две огневи точки на крилете и една на корема, други фюзелажни пилони с общ капацитет до 7300 кг;
- ракети AIM-7F Спароу, AIM-120 AMRAAM, AIM-9 Сайдуайндър

## Подобни изтребители
- Су-27
- МиГ-31
- F-18
- F-22
- МиГ-29